# Pavel Petrik
Pavel Petrik, též Pavol Petrik či Pavol Petrík (29. října 1923 - ???), byl slovenský a československý politik Komunistické strany Slovenska a poúnorový poslanec Národního shromáždění ČSSR.

## Biografie
Po volbách roku 1960 byl zvolen za KSS do Národního shromáždění ČSSR za Východoslovenský kraj. Mandát nabyl až dodatečně v červenci 1962. V Národním shromáždění zasedal až do konce volebního období parlamentu, tedy do voleb v roce 1964.
V roce 1971 se jistý Pavol Petrík uvádí jako účastník zasedání Ústředního výboru Komunistické strany Slovenska [v předtištěném seznamu přítomných uveden jako Pavol Petrík, podpis je ve tvaru Pavel Petrik].